# Stirling (circonscription du Parlement écossais)
Pour les articles homonymes, voir Stirling.
Circonscription parlementaire du Parlement écossais
La circonscription de Stirling est une circonscription électorale écossaise crée en 1999.

## Liste des députés
| Élection | Député         | Parti | Parti        |
| -------- | -------------- | ----- | ------------ |
| 1999     | Sylvia Jackson |       | Travailliste |
| 2003     | Sylvia Jackson |       | Travailliste |
| 2007     | Bruce Crawford |       | SNP          |
| 2011     | Bruce Crawford |       | SNP          |
| 2016     | Bruce Crawford |       | SNP          |

## Résultats des deux candidats arrivés en tête
| Élection | Candidat arrivé 1er | Parti  | Parti        | Score          | Candidat arrivé 2e | Parti        | Parti        | Score  |
| -------- | ------------------- | ------ | ------------ | -------------- | ------------------ | ------------ | ------------ | ------ |
| 1999     | Sylvia Jackson      |        | Travailliste | 37,8 %         | Annabelle Ewing    |              | SNP          | 26,7 % |
| 2003     | Sylvia Jackson      | 36,0 % | Travailliste | Brian Monteith |                    | Conservateur | 26,2 %       |        |
| 2007     | Bruce Crawford      |        | SNP          | 32,0 %         | Sylvia Jackson     |              | Travailliste | 30,1 % |
| 2011     | Bruce Crawford      | 48,9 % | SNP          | John Hendry    | 30,2 %             |              | Travailliste |        |
| 2016     | Bruce Crawford      | 47,7 % | SNP          | Dean Lockhart  |                    | Conservateur | 28,0 %       |        |